# Fintan McCarthy
Fintan McCarthy (* 23. listopadu 1996, Skibbereen) je irský veslař. V disciplíně dvojskif lehkých vah získal zlatou medaili na olympijských hrách v Tokiu, které se konaly roku 2021. Jeho spolujezdcem byl Paul O'Donovan. V roce 2019 spolu získaly ve stejné disciplíně titul mistrů světa, v roce 2021 i mistrů Evropy. Na lehkém skifu jezdí i sólově, jeho nejlepším individuálním výsledkem je bronz z mistrovství Evropy v Poznani, z roku 2020. S veslováním začal v patnácti letech. Vystudoval psychologii na University College Cork. Původně jezdil ve dvojici se svým bratrem, v roce 2019 se dal dohromady s Paulem O'Donovanem.